# Argumentum ad personam
Ne doit pas être confondu avec Argumentum ad hominem.
Dans une argumentation, l'argumentum ad personam, ou attaque personnelle, est une manœuvre visant à discréditer son adversaire en s'attaquant à sa personne, sans rapport avec le fond du débat.

## Origine
Dans son opuscule La Dialectique éristique (ou L'Art d'avoir toujours raison), le philosophe allemand Arthur Schopenhauer recense cette technique sous le titre d'Ultime stratagème (à la fois dernier recensé et dernier recours) :

« Si l’on s’aperçoit que l’adversaire est supérieur et que l’on ne va pas gagner, il faut tenir des propos désobligeants, blessants et grossiers. Être désobligeant, cela consiste à quitter l’objet de la querelle (puisqu’on a perdu la partie) pour passer à l’adversaire, et à l’attaquer d’une manière ou d’une autre dans ce qu’il est : on pourrait appeler cela argumentum ad personam pour faire la différence avec l’argumentum ad hominem. Ce dernier s’écarte de l’objet purement objectif pour s’attacher à ce que l’adversaire en a dit ou concédé. Mais quand on passe aux attaques personnelles, on délaisse complètement l’objet et on dirige ses attaques sur la personne de l’adversaire. On devient donc vexant, méchant, blessant, grossier. C’est un appel des facultés de l’esprit à celles du corps ou à l’animalité. Cette règle est très appréciée car chacun est capable de l’appliquer, et elle est donc souvent utilisée. La question se pose maintenant de savoir quelle parade peut être utilisée par l’adversaire. Car s’il procède de la même façon, on débouche sur une bagarre, un duel ou un procès en diffamation. »

## Personnage et personne
L'attaque ad personam et l'attaque ad hominem sont distinctes. La première est une attaque personnelle, sans rapport avec l'objet du débat, qui vise à discréditer la personne de l'adversaire indépendamment de ses arguments ; la seconde porte sur l'argumentation, le raisonnement ou le comportement de l'adversaire en relation avec l'objet du débat, plutôt que directement sur l'objet même du débat.
Dans son Manuel de Polémique, Stéphane Muras précise ainsi la distinction entre argument sur le personnage (ad hominem) et argument sur la personne (ad personam). L'argument « sur le personnage » porte « sur ce qu'a bien voulu montrer de lui l'adversaire : on déniche une incompatibilité entre la thèse que l'adversaire défend présentement et une thèse qu'il a pu défendre précédemment, soit dans ses propos, soit dans ses actes concrets et avérés ». C'est le personnage public qui est convoqué. En revanche, l'argument sur la personne « invoque cette fois l'identité même de l'adversaire, ce qui chez lui ne relève pas d'une décision à proprement parler (...) : son rang dans la famille, dans une hiérarchie de fait, son âge, ses caractéristiques physiques, sa provenance géographique, voire son signe zodiacal, etc. ».

## Exemples
- Argumentum ad hominem : « Hannah Arendt ne déploie pas une philosophie à laquelle on puisse faire référence : elle a eu une relation avec un nazi en la personne de Martin Heidegger. »
- Argumentum ad personam : les attaques racistes à l'encontre de Christiane Taubira ne constituaient pas des critiques valables de sa politique[4].